# Wspinaczka sportowa
Wspinaczka sportowa – dyscyplina sportowa, będąca odmianą wspinaczki skalnej, która polega na przemieszczaniu się w terenie na tyle stromym, że wymaga on trwałego mocowania kotw do skały dla asekuracji. Jest to przeciwieństwo wspinaczki tradycyjnej, w której wspinacze muszą wstawiać zdejmowaną ochronę podczas wspinaczki.

## Klasyfikacja
Rozróżnia się następujące konkurencje (osobno dla kobiet i mężczyzn):
- bouldering,
- prowadzenie,
- wspinaczka na czas,
- wspinaczka łączna – jako dyscyplina olimpijska od igrzysk olimpijskich w Tokio (składa się z 3 powyższych konkurencji).

## Zawody wspinaczkowe

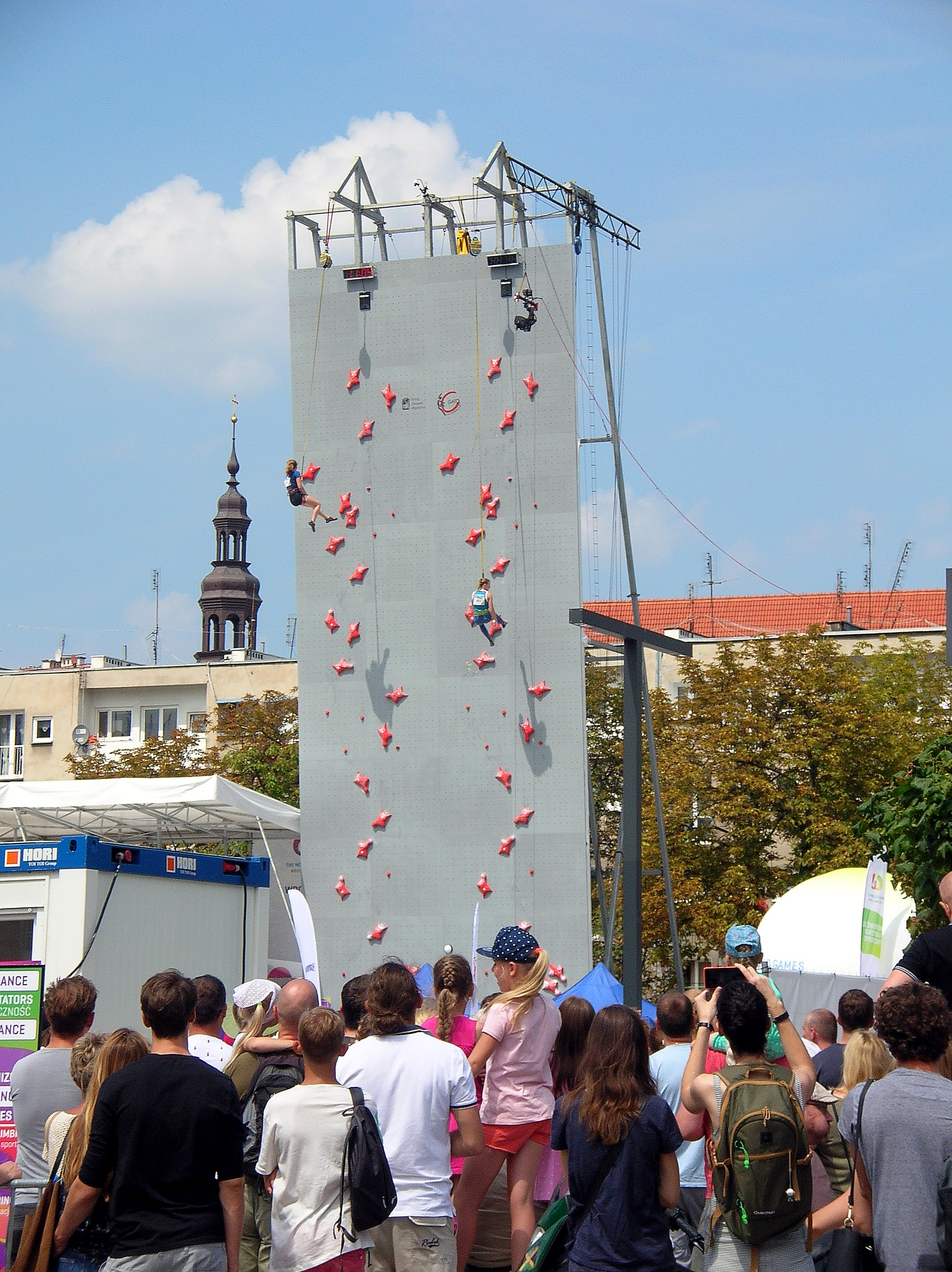
Wrocław. Wspinaczka sportowa podczas zawodów na czas (World Games 2017).

Zawody wspinaczkowe najczęściej odbywają się w obiektach zamkniętych na sztucznych ścianach, aby zmiany pogody nie wpływały na wyniki.
Najpopularniejsze konkurencje to:
- zawody boulderowe,
- wspinaczka na czas,
- zawody w "prowadzeniu",
- zawody we wspinaczce lodowej.

W każdej z tych konkurencji rozgrywa się mistrzostwa, cykliczne zawody pucharowe i rozliczne zawody lokalne. Pierwsze mistrzostwa świata we wspinaczce sportowej zorganizowano we Frankfurcie w 1991 roku, odbywają się cyklicznie co dwa lata. Do 1997 zarządzana przez Union Internationale des Associations d'Alpinisme, a po założeniu Międzynarodowa Federacja Wspinaczki Sportowej (IFSC) przez obecną organizację.
W 2020 wspinaczka sportowa została włączona do programu Letnich Igrzysk Olimpijskich.